# Llac de Varese
El llac de Varese és un llac dels alps italians, que pertany administrativament a la província del mateix nom. És el desè llac italià pel que fa a la seva extensió entre els llacs fronterers i el dotzè de la llista total de llacs italians.
Aquest llac és famós per les regates de rem, que el Club de Rem de Varese, organitza. Són esdeveniments nacionals i internacionals que es fan des del 1960.

## El nom
Aquest llac era antigament conegut entre els italians per lago di Gavirate per la notorietat de la ciutat de Gavirate, banyada per les aigües del llac. Amb el temps, la ciutat de Varese va prendre protagonisme a Gavirate i el nom que ha quedat és el de "llac de Varese". Pel que fa a l'etimologia de la paraula Varese no hi ha acord, mentre alguns han especulat que ve d'un terme celta vara que voldria dir «aigua», altres proposen que podria venir del gentilici romà Varus/Vara, present per exemple en el cognom de Publi Quintili Var (cònsol 13 aC).

## Morfologia
Situat als peus prealpins està a una altitud de 238 msnm; té una profunditat mitjana de 11 m i una màxima de 26, mentre la seva superfície és de 14,95 km².
El Varese es va formar fa uns 15.000 anys, al mateix temps que el proper llac Maggiore, quan es va retirar la glacera que ocupava aquest lloc i es va crear la gran conca on estan avui, que en el moment inicial tenia una superfície molt més gran la qual incloïa la majoria dels llacs dels voltants.
El llac té una petita illa, que pertany al municipi de Biandronno.
En els darrers anys l'estat italià ha desenvolupat amb èxit un programa de millora de la qualitat de l'aigua a través del tractament de les aigües residuals dels nou municipis que estan a la seva vora.

## L'illa del llac Varese
L'illa ha canviat de nom diverses vegades: anomenada originalment Illa de S. Biagio, es va dir després Illa de Donna Camilla Litta, fins que el 1878 quan el seu darrer propietari Andrea Ponti li va donar el nom d'Isolino Virginia, nom que conserva encara.
En aquesta illeta el 1863 es van trobar restes de la cultura neolítica del palafit, actualment conservades al Museu Ponti, instal·lat a la mateixa illa. Per les nombroses troballes arqueològiques el llac de Varese forma part des del 2011 de la llista de la UNESCO d'enclavaments palafítics més importants del món.

## Flora
Situat entre les conques del Llac de Varese i el llac de Comabbio, estan els aiguamolls de Brabbia, que ocupa 459 hectàrees, que és una reserva natural protegida. Allà hi creixen els exemples millor conservats de flora de terres baixes pantanoses. El Brabbia és una alternança de zones cobertes per una densa vegetació aquàtica, amb grans joncs, salzes i verns, amb trams d'aigua al descobert, petits estanys escampats de forma regular i altres zones on l'aigua passa subterràniament. Des del 1994, la gestió de la reserva ha estat confiada a la LIPU (Lliga Italiana de Protecció dels Ocells).

## Fauna
Hi ha al voltant de 170 espècies d'aus que freqüenten la zona del llac de Varese. Entre els més difícils de trobar, hi ha algunes espècies d'ànecs com el morell xocolater i l'ànec griset o garses com el bitó i l'agró roig.
Al llac són presents les següents espècies de peixos: la perca de riu, la perca americana, el lluç de riu, l'anguila, el cavedano, la carpa, la tenca, el silur, el peix gat, l'arborel·la, el gardí, el rutilus, el peix sol, el carpí daurat i el cranc de riu americà.

## La ruta per bicicletes
Al voltant del llac hi ha una ruta especial per a practicar ciclisme. La longitud total de la ruta és de 27 km i 400 m. La diferència màxima d'altura és de 220 m. En algunes parts s'utilitzen les carreteres secundàries i locals així obertes al trànsit, però en la seva major part són camins reservats especialment per a bicicletes. En algunes àrees (Biandronno, Bardello, Gavirate, Varese) la pista passa just al costat del llac, mentre que en altres és una mica més lluny. A Biandronno hi ha una ruta de connexió amb el carril bici del llac Comabbio.